# Число Моцкина
Число Моцкина для данного числа n — это количество возможных вариантов соединения n различающихся точек на окружности непересекающимися хордами (хорды могут выходить не из каждой точки). Числа Моцкина названы в честь Теодора Моцкина и имеют множества проявлений в геометрии, комбинаторике и теории чисел.
Числа Моцкина {\displaystyle M_{n}} для {\displaystyle n=0,1,\dots } формируют последовательность:
1, 1, 2, 4, 9, 21, 51, 127, 323, 835, 2188, 5798, 15511, 41835, 113634, 310572, 853467, 2356779, 6536382, 18199284, 50852019, 142547559, 400763223, 1129760415, 3192727797, 9043402501, 25669818476, 73007772802, 208023278209, 593742784829, ... последовательность A001006 в OEIS

## Примеры
Приведенные фигуры демонстрируют 9 способов соединить 4 точки на окружности непересекающимися хордами:
А эти показывают 21 способ соединить 5 точек:

## Свойства
Числа Моцкина удовлетворяют рекуррентным соотношениям
{\displaystyle M_{n}=M_{n-1}+\sum _{i=0}^{n-2}M_{i}M_{n-2-i}={\frac {2n+1}{n+2}}M_{n-1}+{\frac {3n-3}{n+2}}M_{n-2}.}
Числа Моцкина могут быть выражены через биномиальные коэффициенты и числа Каталана:
{\displaystyle M_{n}=\sum _{k=0}^{\lfloor n/2\rfloor }{\binom {n}{2k}}C_{k}.}
Простое число Моцкина - это число Моцкина, которое является простым, таких известно четыре:
2, 127, 15511, 953467954114363 последовательность A092832 в OEIS

## Интерпретации в комбинаторике
Число Моцкина для n также является количеством положительных целых последовательностей длины n-1, в которых начальный и конечный элементы равны 1 или 2, а разность между любыми двумя последовательными элементами равна -1, 0 или 1.
Также число Моцкина для n задает количество маршрутов из точки (0, 0) до точки (n, 0) за n шагов, если разрешено перемещаться только вправо (вверх, вниз или прямо) на каждом шагу, и запрещается опускаться ниже оси y = 0.
Например, на следующем рисунке показаны 9 допустимых путей Моцкина от (0, 0) до (4, 0):
Существует по меньшей мере четырнадцать различных проявлений чисел Моцкина в разных областях математики, которые перечислили Донаги и Шапиро в (1977)  в своём обзоре чисел Моцкина.
Гвиберт, Пергола и Пинзани в (2001) показали, что везикулярные инволюции перечислены числами Моцкина.

## Внешние ссылки
- Weisstein, Eric W. Motzkin Number (англ.) на сайте Wolfram MathWorld.